# Quinto Servilio Prisco
Quinto Servilio Prisco Strutto (fl. V secolo a.C.) è stato un politico romano, magister equitum nel 494 a.C., sotto la dittatura di Manio Valerio Voluso Massimo, disposto da questo stesso.
Era fratello di Publio Servilio Prisco Strutto (console nel 495 a.C.) e padre di Quinto Servilio Prisco, console nel 468 a.C. e nel 466 a.C..

## Biografia
Gli autori, sia latini che greci, non danno nessuna informazione su questo personaggio, tant'è che alcuni studiosi hanno pensato che fosse un personaggio fittizio. Con tutta probabilità collaborò con Manio Valerio Voluso Massimo per tentare di dissipare i malumori durante la secessione plebea e nella guerra contro i Sabini.